# مجلس الشيوخ الأرجنتيني
مجلس الشيوخ الأرجنتيني (بالإسبانية: Senado de la Nación Argentina)‏، هو مجلس شيوخ دولة الأرجنتين، ويتكون من 72 مقعداً، وهو المجلس الأعلى في الجمعية الوطنية للأرجنتين ‏.

## طالع أيضًا
- الجمعية الوطنية للأرجنتين [الإنجليزية]‏